# Cabeço da Árvore
O Cabeço da Árvore é uma elevação portuguesa localizada no concelho de São Roque do Pico, ilha do Pico, arquipélago dos Açores.
Este acidente geológico tem o seu ponto mais elevado a 303 m de altitude acima do nível do mar. Encontra-se na proximidade da localidade de Santo António, da elevação do Cabeço Grande, e do Seio do Espigão.